# Macromia jucunda
Macromia jucunda – gatunek ważki z rodziny Macromiidae.